# Hilde Kvifte
Hilde Kvifte, née le 7 août 1974 est une ancienne handballeuse norvégienne.

## Palmarès

### Club
- demi-finaliste de la Coupe EHF en 2004 avec Våg HK

### Distinctions individuelles
- meilleure marqueuse de la Coupe EHF en 2004 avec 76 buts[2]